# Гафуров (смт)
Гафу́ров (тадж. Ғафуров) — смт (у 1965—2005 роках — місто) в Таджикистані, центр Гафуровської нохії.
Назване на честь Б. Г. Гафурова. Колишні назви:
- 1936-1953 — Станція-Ленінабад
- 1953-1962 — Совєтабад
- 1962-1964 — Станція-Худжанд
- 1964-1978 — Совєтабад

Населення становить 15,7 тис. осіб (2008).
Селище розташоване за 11 км на південний схід від міста Худжанд, тут же розташовані залізничний вокзал та аеропорт Худжанда.
У Гафурові працюють бавовноочисний завод та декілька підприємств харчової промисловості.

## Відомі гафурівці
У місті народився Олег Скрипка відомий український музикант, вокаліст, композитор, лідер гурту «Воплі Відоплясова».
| Таджикистан | Це незавершена стаття з географії Таджикистану. Ви можете допомогти проєкту, виправивши або дописавши її. |